# Blaesoxipha australiana
Blaesoxipha australiana är en tvåvingeart som beskrevs av Guilherme A.M.Lopes 1990. Blaesoxipha australiana ingår i släktet Blaesoxipha och familjen köttflugor.
Artens utbredningsområde är Queensland. Inga underarter finns listade i Catalogue of Life.